# Chigiriki

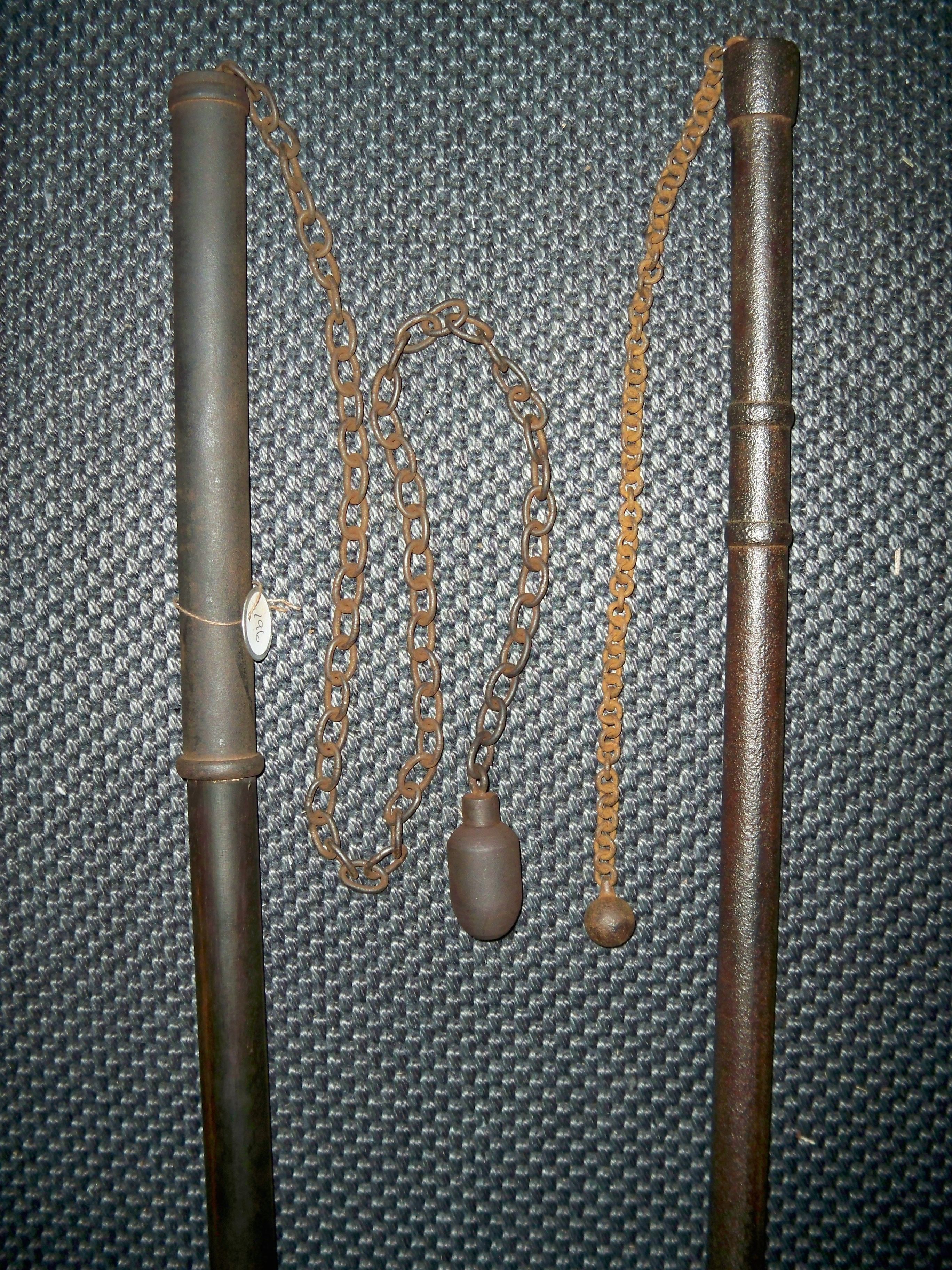
Chigiriki

Chigiriki ist eine japanische Waffe, die von Ninjas verwendet wurde. Waffen dieses Typs haben eine Stange, an deren Ende eine Kette befestigt ist. Am anderen Ende der Kette findet sich wiederum ein Schlagkörper, der kugelförmig, eiförmig, zylindrisch oder aus Übergängen der vorgenannten Formen bestehen kann. Es gibt Varianten, bei denen der Schlagkörper mit Dornen oder Stacheln besetzt ist. Die Waffe kann genutzt werden, um Gegner zu entwaffnen oder ihnen Verletzungen beizubringen. Zur Herkunft der Waffe ist wenig bekannt. Es gibt Hinweise, dass die Waffe auf chinesische Einflüsse im 8. Jahrhundert zurückgehen kann. Schriftlich wird sie für Japan in der Heian-Zeit (794–1185) erwähnt. Der Gebrauch im „chigiriki-jutsu“ wurde im sechzehnten Jahrhundert dokumentiert.